# Colorado EC
Colorado Esporte Clube – brazylijski klub piłkarski z siedzibą w mieście Kurytyba, stolicy stanu Parana (stan).

## Osiągnięcia
- Mistrz stanu Paraná: 1980
- Wicemistrz stanu Paraná (5): 1974, 1975, 1976, 1979, 1982
- Taça Cidade de Curitiba (2): 1974, 1975[1].

## Historia
Klub Colorado powstał w 1971 roku na skutek fuzji trzech klubów z Kurytyby – założonego w 1914 klubu Britânia SC, założonego w 1921 klubu Palestra Itália FC oraz założonego w 1930 klubu CA Ferroviário.
Klub Colorado przestał istnieć 19 grudnia 1989 po fuzji z klubem EC Pinheiros, która doprowadziła do powstania klubu Paraná Clube.